# Manitoba Act

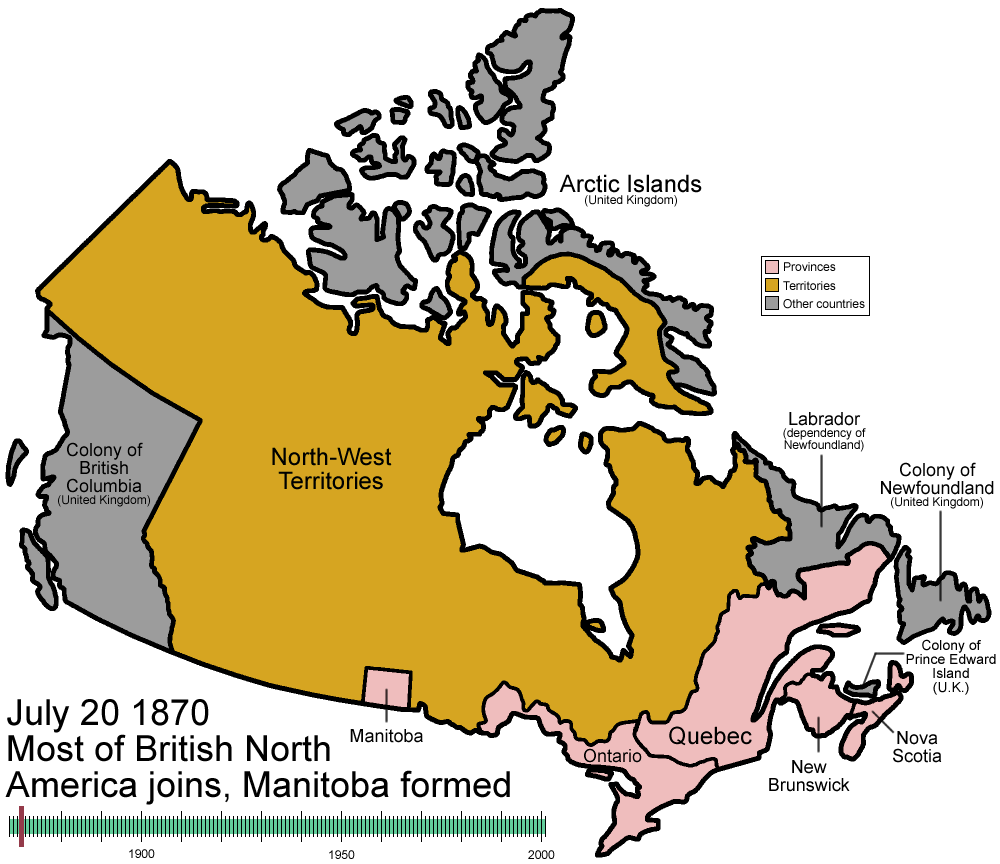
Karte Kanadas nach der Schaffung der Provinz Manitoba

Der Manitoba-Act war ein Gesetzes-Beschluss des Kanadischen Parlaments und wurde am 12. Mai 1870 verabschiedet.
Mit Inkrafttreten am 15. Juli desselben Jahres wurde das Staatsgebiet Kanadas erheblich erweitert und innerhalb des Erweiterungsgebiets die Provinz Manitoba geschaffen. Der Manitoba-Act ist bis heute Teil der Kanadischen Verfassung.

## Vorgeschichte
Das 1867 aus der Provinz Kanada (heute Ontario und Québec), Neuschottland und New Brunswick entstandene Canadian Dominion kaufte 1869 von der Hudson’s Bay Company (HBC) die unter den Namen Nordwest-Territorien und Ruperts Land bekannten riesigen Gebiete im nördlichen und mittleren Teil des heutigen Kanada.
Die neuen Gebiete „gehörten“ nun zwar Kanada, waren politisch aber noch nicht integriert. Zur Vorbereitung der Integration wurden Landvermesser in das einzige größere Siedlungsgebiet geschickt, den Red River District, der das Gebiet um die heutige Provinzhauptstadt Manitobas Winnipeg bildete. Dies löste in der Folge unter der ortsansässigen Bevölkerung, den Métis (Nachfahren französischer und britischer Pelzhändler und indianischer Frauen) und einigen schottischen und deutschen presbyterianischen Siedlern, die Red-River-Rebellion unter dem Métis Louis Riel aus, da diese um ihre Landrechte fürchteten.
In der Folge legte die HBC die kommissarische Verwaltung der Red River Siedlungen nieder. Die Landvermessung war im Zuge der Rebellion zuvor schon unterbrochen worden. Ende 1869 wurde von den Métis eine provisorische Provinzregierung gegründet, die eine Aufnahme in die Canadian Dominion anstrebte, Riel wurde deren Präsident. Es folgten Gespräche der neuen Regierung mit Abgesandten des Canadian Dominion. Gleichzeitig rebellierten wiederum einige anglo-kanadische Neusiedler gegen die Métis-Regierung. Die meisten Konflikte konnten beigelegt werden, der Oranier Thomas Scott wurde aber zuletzt mit juristisch zweifelhafter Begründung hingerichtet.
Die Métis und die Abgesandten konnten sich schließlich auf eine Liste von Forderungen für eine neue Provinz innerhalb der Dominion einigen, und diese wurde von einer Delegation in der Hauptstadt Ottawa überreicht. Die Delegation wurde zwar zunächst verhaftet, bald aber wieder freigelassen und zu Gesprächen eingeladen. Über die neue Provinz Manitoba wurde weitestgehend Einigkeit erreicht, die Regelung einer Amnestie für die Red-River-Rebellen, die jetzt die Métis-Regierung bildeten, wurde aber verschoben, nicht zuletzt wegen der Hinrichtung Scotts.

## Inhalte des Gesetzes
- Die Nordwest-Territorien und Ruperts Land werden Teil der Canadian Dominion
- Die Provinz Manitoba auf einem Gebiet um das heutige Winnipeg herum wird geschaffen und deren Grenzen bestimmt (sehr viel kleiner als das heutige Manitoba)
- Die Anzahl der Mitglieder Manitobas in Kanadas Senat und Parlament (House of Commons) wird bestimmt
- Das Wahlrecht Manitobas wird festgeschrieben
- Die Legislative Manitobas wird definiert
- (Upper) Fort Garry, heute ein Stadtteil Winnipegs, wird zur Provinzhauptstadt erklärt
- Englisch und Französisch werden zu Amtssprachen erklärt
- Zuständigkeiten für Steuern, Verwaltung und Infrastruktur werden definiert
- Die Anerkennung von Landbesitz wird geregelt, den Métis werden in 5700 km² (1,4 Millionen Acres) zugesprochen.
- Die übrigen Gebiete von Nordwest-Territorien und Ruperts Land sollen vom Gouverneur Manitobas unter dem Namen Nordwest-Territorien mitverwaltet werden

## Nachspiel
Nach der Gründung der Provinz Manitoba auf Grundlage des Manitoba-Acts wurde Riel mehrfach für die Provinz in das Kanadische Parlament gewählt, konnte das Mandat aber nie antreten, da ihm eine Amnestie für die Red-River-Rebellion weiter verwehrt blieb. Die Métis konnten auch sonst wenig von ihren neuen Rechten profitieren. Ihre Lebensgrundlage bildete zu gleichen Teilen Landwirtschaft und Büffeljagd. Die Büffel wurden aber in den 1870ern nahezu ausgerottet, und so verließen sie ihr Land und folgten den Restbeständen nach Westen in die heutige Provinz Saskatchewan. Als auch dort die Jagd keinen Ertrag mehr brachte, riefen sie Riel aus seinem Exil in den USA, der sie 1885 in der Nordwest-Rebellion führte, die aber scheiterte. Riel wurde im gleichen Jahr wegen Hochverrats hingerichtet.
1881 wurde das Gebiet Manitobas, zwischenzeitlich als Briefmarken-Provinz verspottet, mit einem weiteren Beschluss deutlich vergrößert. Seine heutige Ausdehnung bis an die Hudson Bay erreichte es mit der größten Erweiterung 1912.